# Maryvonne Dupureur
Maryvonne Dupureur (24 de maio de 1937 - 7 de janeiro de 2008) foi uma atleta olímpica francesa especializada em corridas de 800 metros. Nascida em Saint-Brieuc, ela conquistou a medalha de prata nos Jogos Olímpicos de 1964 em Tóquio, Japão. Além disso, conquistou outra medalha de prata no Campeonato Europeu de Atletismo em Pista Coberta de 1967 e terminou em oitava na corrida das Olimpíadas de 1968. Ela viveu muitos anos na Inglaterra onde dava palestras educacionais após sua retirada. Dupureur morreu em 7 de janeiro de 2008.